# 定岡正二
定岡 正二（さだおか しょうじ、1956年11月29日 - ）は、鹿児島県鹿児島市出身の元プロ野球選手（投手）で現在はタレント、野球解説者、野球指導者。愛称は「サダ」。あるいは「サダさん」「サダ坊」。（株）エストゥー所属。「定岡三兄弟」の次男であり、兄の定岡智秋、弟の定岡徹久、甥の定岡卓摩も元プロ野球選手である。義理の妹は元女優の斉藤浩子（徹久の妻）。

## 経歴

### 高校時代
鹿児島実業高等学校在学中、2年生と3年生の夏にそれぞれ全国高等学校野球選手権大会に出場。
2年生の時は日本大学山形高等学校相手に代打でわずか1打席の出場にとどまったが、3年生になるとエースとして鹿児島県勢初のベスト4進出を果たす。準々決勝では原辰徳が在籍していた東海大相模高との延長15回にわたる熱戦を勝ち抜いた。準決勝の山口県立防府商業高等学校戦では、3回に右の手首を負傷。交代を余儀なくされた上、チームはサヨナラ負けを喫するが、その悲劇性と甘いマスク、高い実力が相まって女子中高生から絶大な人気を得た。

### 巨人時代
1974年のプロ野球ドラフト会議で、読売ジャイアンツから1位指名を受け入団。しかし、本人は後年、「阪神タイガースへ入団したかった」と述べている。
入団後は二軍暮らしが続き、腰痛もあって1979年オフの地獄の伊東キャンプは不参加となったが、それに奮起して長嶋茂雄監督最終年の1980年にプロ入り初勝利を含む9勝を挙げた。
藤田元司監督就任の最初のシーズンである1981年、4月11日の阪神タイガース戦で初回先頭打者北村照文に二塁打を打たれた後、打者27人連続でアウトを奪い準完全試合となる完封を達成した。最終的にはプロ入り初の2桁勝利（11勝）を挙げ、同年の日本シリーズ制覇にまで貢献した。
翌1982年にはオールスターにも出場、自己最多の15勝を挙げ、同年代の江川卓や西本聖とともに3本柱として活躍する。
1983年は春先から好調を維持し、開幕2か月で6連勝を含む7勝1敗とハーラートップを走っていた。しかし牽制球の際に持病の腰痛を発症し、以降は調子を落とす。先発とリリーフの併用が続き、8月に二軍落ち。二軍で2試合連続完投勝利を挙げ、9月に一軍復帰するも調子は戻らず、6月以降は1勝も挙げることができないままシーズン終了。結局この年は7勝7敗に終わる。
1984年に入ってもなかなか復調せず、この年の9月以降はリリーフに回る。シーズンでは自己ワーストの10敗を記録。
1985年には、槙原寛己が台頭したことを背景に、一軍定着後初めてリリーフへ専念。自己最多の47試合登板で4勝3敗2セーブ、防御率3.87という成績を残した。一軍のシーズン最終戦であった10月24日の対阪神戦（後楽園球場）ではチームが8点差を付けられていた8回表一死一塁から登板すると、打者1人を併殺打に打ち取ってマウンドを降りた。しかし翌25日に球団査定の岩本尭に突然呼び出され、近鉄バファローズへのトレードを通告される。
巨人は当初、前年（1984年）のセントラル・リーグ首位打者だった篠塚利夫との交換を条件に、正二塁手の大石大二郎を獲得することを近鉄に打診。近鉄側がこの打診を断ったため、定岡とベテラン捕手・有田修三の交換を軸に、3対3のトレードを改めて持ち掛けていた。しかし、このような事情をよそに、定岡はトレードの通告を拒否。本人が後に明かしたところによれば、通告された時点では「『（直近数シーズンの実績を考えれば）通告を拒否しても巨人に残留できる』と思っていた」という。これに対して、巨人では定岡が近鉄への移籍を承諾することを想定していたため、翌1986年の戦力構想へ定岡を入れていなかった。そのことが後の話し合いで判明した結果、定岡は球団幹部から「近鉄への移籍」か「巨人での引退」を迫られた末に、11月2日に「プロ野球に入ったときから巨人しかないという考えでした。頭ではトレードに従わねばならないとわかっていても、感情的に他球団のユニホームを着ることを納得できないんです」と29歳の若さで任意引退を決断。巨人でも人気の高かった定岡による突然の引退表明は、野球界以外にも大きな波紋を呼んだ（詳細後述）。ただし、引退会見では、芸能界へ転じる意向がないことを明かしていた。なお、巨人と近鉄は、定岡の引退表明後も交換トレードを模索。その結果、有田と淡口憲治・山岡勝による1対2の交換トレードが1985年内に成立した。

### 現役引退後
引退翌年の1986年2月に、アイク生原の紹介によって、ドジャースのスプリングトレーニング（春季キャンプ）に招待選手として参加している（打撃投手として参加していると言われているが、これは本人が否定している）。定岡本人によれば、「ジャイアンツを辞めた後に長嶋茂雄がアイクに連絡してくれたおかげで、ドジャースのキャンプに参加できた。そのおかげで、現役生活への未練をきっぱり切れたばかりか、引退後も野球を嫌いにならずに済んだ」とのことである。キャンプ中には、当時の主力投手（フェルナンド・バレンズエラやオーレル・ハーシュハイザー）と同等の待遇を受けていて、ゲーム形式の打撃練習にも登板。自分の思った以上にスライダーが通用した結果、6イニングほど抑えられたため、ラソーダ監督から「お前、アメリカにマイナー契約で残れ」という言葉を掛けられたという。本人もその気にはなっていたが当時世田谷に独り身でありながら一軒家をローンで購入しており、折しもバブル経済絶頂期であり家を手放すという選択肢が無かったと後に語ってる。
ドジャースのキャンプから日本への帰国を経て、1986年4月から『JNNスポーツチャンネル』のスポーツキャスターに転身。野球解説者として同局のプロ野球中継へ出演するかたわら、2001年までは、イザワオフィス所属のタレントとして活動の場をバラエティ番組にも広げていた。『とんねるずの生でダラダラいかせて!!』では、ゲストとしてへ出演した際に「おちゃのこさいさい」を「へなちょこさいさい」と言い間違えたことから、「へなちょこサダ」という異名を取ると共に準レギュラーへ起用。この頃から一時、非スポーツ系のタレント活動が主体になっていた。1997年には『生ダラ』の企画で、石橋貴明、デビット伊東と共に“ANDY'S”という音楽ユニットを結成。「FREEDOM」というシングルCDのリリースに至った。
1990年から、地図制作・販売企業ゼンリン（創業地が九州という縁があった。）の全面バックアップを受け、国内最大のオートバイレースである鈴鹿8時間耐久レースに参戦することを目標にレーシングチーム「チームサダオカwithゼンリン」を立ち上げ、定岡はチーム監督として鈴鹿8耐に1993年まで参戦した。
2005年からは故郷の鹿児島県から国鉄鹿児島鉄道管理局野球部の廃部（1987年）以降社会人野球へ参加するチームが途絶えていたことを背景に、鹿児島県内で社会人野球チームの創設に尽力。県内最初のクラブチームとして同年に結成された鹿児島ドリームウェーブの監督（詳細後述）を経て、2006年には薩摩（県内2チーム目のクラブチーム）を自ら創設するとともに、監督を兼務した。なお、薩摩の監督就任に際しては、任意引退扱いで退団した巨人を通じてNPBに自由契約扱いへの変更を申請。同年8月15日付で、自由契約選手としてNPBから公示された。NPBによる1999年の規約変更に伴って、定岡のようにNPB加盟の球団へ選手として所属した者がアマチュア野球の選手・指導者へ転身するためには、NPBで最後に所属した球団を通じて自由契約の手続きを要することによる（当該項に詳述）。なお、薩摩は2006年9月19日に日本野球連盟への新規登録が認められたが、2019年2月28日付で活動を休止している。
『生ダラ』の終了や、イザワオフィスとのマネジメント契約満了が重なった2001年から、バラエティ番組への出演の頻度が減少。「FNSの日」の2007年放送分では鹿児島テレビ放送からの生中継でプレゼンターを務めていたが、自身の希望や上記の監督職などとの兼ね合いで、スポーツ関連の活動に軸足を移した。
TBSとは引退翌年（1986年）から野球解説者としての契約を結んでいたが、テレビ・ラジオのプロ野球中継には「リポーター」という肩書で数年間出演していた。その背景には、張本勲が、日本プロ野球公式戦における通算最多安打（3085安打）を樹立していた現役時代の実績を楯に、「（公式戦通算51勝で自分より若い）定岡へ自分と同じ『解説者』を名乗らせるのはなぜか?」と異議を唱えたことによる影響が関係者から指摘されている。
なお、「野球解説者」としては2000年までテレビ・ラジオとも中継に出演していたが、2001年からはTBSとの契約をラジオ中継（TBSラジオ制作分）に限定。テレビについては、『スポーツTODAY』の週末版でメインキャスターを務めていた期間（2001年 - 2004年）に、同局制作の中継で解説を担当していた。TBSラジオによる自社向け中継制作業務の撤退（2018年）の数年前からは、裏送り向けに制作する関東圏の球場での試合（主に横浜スタジアムでの横浜DeNAベイスターズ主催試合）中継を随時解説する程度にとどめている。2021年現在はTBSラジオ製作分の裏送りで野球解説者として引き続き出演している。
第100回全国高等学校野球選手権記念大会が開催された2018年には、7月9日の鹿児島大会開会式後の始球式に登場。鹿児島実業高校でバッテリーを組んでいた尾堂栄一を相手に、内角へ速球を投げ込んだ。さらに、甲子園球場での本大会で第1日から準々決勝開催日まで「レジェンド始球式」が第1試合に組まれたことを受けて、「高校野球100年の歴史に名を残したレジェンド」の1人として第3日（8月7日の1回戦・第1試合前）の始球式へ再び登場した。

## 選手としての特徴
ストレートとカーブを投げ分けながら、勝負球にスライダーを用いたオーソドックスなオーバースロー右投手。巨人への入団後は、一軍公式戦での初勝利に6年を要したものの、広島東洋カープ打線との相性が良かった。先発ローテーションに定着していた1981年には11勝のうち6勝、1982年には15勝のうち7勝を対広島戦で挙げている。入団当初から制球力の高さは評価されていたが、速球や変化球には特徴がなかったことから習得した決め球のスライダーは、現在でいうカットボールであったという。しかし、かねてから右肘や腰に痛みを抱えていた影響で、1983年から先発登板の機会が徐々に減少。ロングリリーフに活路を見出していた。引退の2年後（1987年）に刊行された著書『OH!ジャイアンツ』（CBSソニー出版）によれば、右肘の痛みは深刻で、1985年にはシーズン中から引退を考えていたほど悪化していたという。

## 人物
高校時代から人気は絶大で、地元のバス会社が当時定岡の暮らしていた実家を観光バスで回るルートを設けたという。巨人への入団後もその人気は衰えず、平日に先発が予告されていたイースタン・リーグのデーゲームに1万5,000人、当時の練習場だった多摩川グラウンドでの練習に2万人ものファンが詰めかけるほどだった。
1985年のシーズン終了直後に巨人から近鉄へのトレード通告を拒否し、現役を引退した際に、「『野球を辞めるのは巨人のユニフォームを脱いだ時』と決めていたことを実行させてもらっただけ」と語ったこともあって、野球専門誌ではない『週刊ポスト』や『週刊明星』まで特集記事を組むほど波紋を呼んだ。引退後に『週刊ベースボール』の企画で篠塚・川口和久との対談へ臨んだ際には、近鉄球団にはトレードを通告された時点で特別な感情がなかったものの、一軍公式戦で初勝利から6シーズンで51勝を挙げていた自分を他球団へ移籍させることへの疑問が高じて引退を決めたことを明かしている。
『クイズダービー』『マジカル頭脳パワー!!』等のクイズバラエティ番組に出演した際にはとんちんかんな解答や的外れな解答を言う「ボケ役」になる事が多く、「脳が筋肉」と揶揄されていた。また『クイズダービー』では、井森美幸が定岡ファンで、自身の解答が定岡と一緒だと井森は不正解でも大喜びし、定岡は困惑するというのが定番であった。しかし『マジカル頭脳パワー!!』では、記憶力・瞬発力を必要とする問題は得意としており、ゲーム終盤まで残ったり優勝したときには共演者から驚かれることもあった。その反面、表現力が必要となる問題は苦手とし、特にジェスチャー伝言ではそれまで上手く伝わって来た伝言を定岡が壊すという流れで客席からブーイングを食らうという役回りであった。
好きな女性のタイプは八千草薫で、1990年には、プロ野球関係者として初めてベストジーニスト（協会選出部門）に選ばれている。
46歳の時、『筋肉番付』のストラックアウトで冗談を言いながら投球、1球も外す事無くパーフェクトクリアしている。
2005年、アマチュア野球チーム「鹿児島ホワイトウェーブ」の監督に就任。8月16日には鹿児島県立鴨池球場で「茨城ゴールデンゴールズ」との試合を行い、初采配を白星で飾っている。定岡は鹿児島ホワイトウェーブの総監督に坂上二郎を招聘し、2006年5月6日に実現している。同年5月7日には県立鴨池球場でゴールデンゴールズと試合を行い、「コント55号対決」を実現させたことから、スポーツ紙などで大きく報じられた。
定岡は1年目の3月3日に宮崎・大淀川畔で長嶋茂雄監督と対談する企画を受けており、「初めてか？洋服着るの？」と質問されて答えに困っている。

## 詳細情報

### 年度別投手成績
| 年 度     | 球 団     | 登 板 | 先 発 | 完 投 | 完 封 | 無 四 球 | 勝 利 | 敗 戦 | セ 丨 ブ | ホ 丨 ル ド | 勝 率 | 打 者 | 投 球 回 | 被 安 打 | 被 本 塁 打 | 与 四 球 | 敬 遠 | 与 死 球 | 奪 三 振 | 暴 投 | ボ 丨 ク | 失 点 | 自 責 点 | 防 御 率 | W H I P |
| --------- | --------- | ----- | ----- | ----- | ----- | -------- | ----- | ----- | -------- | ----------- | ----- | ----- | -------- | -------- | ----------- | -------- | ----- | -------- | -------- | ----- | -------- | ----- | -------- | -------- | ------- |
| 1977      | 巨人      | 9     | 2     | 0     | 0     | 0        | 0     | 1     | 0        | --          | .000  | 74    | 15.1     | 19       | 5           | 12       | 1     | 0        | 9        | 0     | 0        | 14    | 14       | 8.40     | 2.02    |
| 1978      | 巨人      | 2     | 0     | 0     | 0     | 0        | 0     | 0     | 0        | --          | ----  | 11    | 2.0      | 5        | 1           | 0        | 0     | 0        | 1        | 0     | 0        | 2     | 1        | 4.50     | 2.50    |
| 1979      | 巨人      | 7     | 1     | 0     | 0     | 0        | 0     | 0     | 0        | --          | ----  | 66    | 14.0     | 20       | 3           | 7        | 0     | 1        | 11       | 0     | 0        | 12    | 9        | 5.79     | 1.93    |
| 1980      | 巨人      | 28    | 22    | 5     | 1     | 0        | 9     | 8     | 0        | --          | .529  | 600   | 149.1    | 126      | 17          | 50       | 5     | 2        | 96       | 3     | 1        | 55    | 42       | 2.54     | 1.18    |
| 1981      | 巨人      | 31    | 30    | 5     | 3     | 1        | 11    | 7     | 0        | --          | .611  | 817   | 196.2    | 185      | 25          | 59       | 5     | 5        | 122      | 1     | 0        | 85    | 81       | 3.70     | 1.24    |
| 1982      | 巨人      | 30    | 27    | 10    | 3     | 0        | 15    | 6     | 0        | --          | .714  | 812   | 189.1    | 196      | 16          | 68       | 2     | 3        | 85       | 1     | 0        | 80    | 69       | 3.29     | 1.39    |
| 1983      | 巨人      | 29    | 21    | 2     | 0     | 0        | 7     | 7     | 0        | --          | .500  | 549   | 117.0    | 145      | 18          | 47       | 3     | 5        | 59       | 1     | 2        | 82    | 65       | 5.00     | 1.64    |
| 1984      | 巨人      | 32    | 17    | 0     | 0     | 0        | 5     | 10    | 1        | --          | .333  | 488   | 114.0    | 120      | 17          | 37       | 4     | 3        | 68       | 2     | 0        | 60    | 58       | 4.58     | 1.38    |
| 1985      | 巨人      | 47    | 0     | 0     | 0     | 0        | 4     | 3     | 2        | --          | .571  | 307   | 74.1     | 66       | 7           | 25       | 1     | 1        | 41       | 1     | 0        | 37    | 32       | 3.87     | 1.22    |
| 通算：9年 | 通算：9年 | 215   | 120   | 22    | 7     | 1        | 51    | 42    | 3        | --          | .548  | 3724  | 872.0    | 882      | 109         | 305      | 21    | 20       | 492      | 9     | 3        | 427   | 371      | 3.83     | 1.36    |

### 記録
初記録
- 初登板：1977年5月18日、対大洋ホエールズ10回戦（石川県立野球場）、8回表に6番手で救援登板・完了、2回無失点
- 初先発：1977年5月26日、対ヤクルトスワローズ11回戦（明治神宮野球場）、1回1/3を3失点
- 初奪三振：同上、1回裏に福富邦夫から
- 初勝利・初先発勝利：1980年6月5日、対中日ドラゴンズ10回戦（ナゴヤ球場）、6回2失点
- 初完投勝利：1980年8月11日、対横浜大洋ホエールズ20回戦（横浜スタジアム）、9回3失点
- 初完封勝利：1980年10月15日、対広島東洋カープ24回戦（後楽園球場）
- 初セーブ：1984年9月17日、対広島東洋カープ22回戦（広島市民球場）、7回裏に2番手で救援登板・完了、3回無失点

その他の記録
- オールスターゲーム出場：1回 （1982年）

### 背番号
- 20 （1975年 - 1985年）

## 関連情報

### 出演

#### スポーツ・バラエティ番組
現在
- CBCドラゴンズナイター（CBCラジオ）

過去
- JNNスポーツチャンネル（TBS）
- JNNスポーツ&ニュース（TBS）
- 激生!スポーツTODAY（テレビ東京）
- SADA&KAYAパーティーナイトG（フジテレビ） - 佐伯伽耶とのダブル司会によるトーク番組。
- 関口宏のサンデーモーニング（TBS）
- クイズMONOものがたり（テレビ朝日、1988年）
- 月曜ドラマスペシャル イブは初恋のように（TBS、1991年12月16日）
- とんねるずの生でダラダラいかせて!!（日本テレビ）
- マジカル頭脳パワー!!（日本テレビ）- 準レギュラー
- ウッチャンナンチャンの炎のチャレンジャー これができたら100万円!!（テレビ朝日）- 準レギュラーのスタジオゲストとして出演した他、「ファイヤードッジボール」の企画では"炎チャレ最強チーム"のリーダーを務めた。
- チャレンジ大魔王（TBS）
- オールスター感謝祭（TBS） - 第7回大会では46問で2位
- バリキン7 賢者の戦略（TBS）
- スクール五輪の書（1997年 - 2000年、NHK教育テレビ）
- 小学生クラス対抗30人31脚（テレビ朝日、2001年）
- どっちの料理ショー（日本テレビ） - 数回ゲスト出演
- 土曜スペシャル（テレビ東京） - 日光街道歩き旅などに出演
- ものまね王座決定戦（フジテレビ） 審査員で出演
- 世界の超豪華・珍品料理（フジテレビ） - 食レポーター、不定期出演
- うたばん（TBS） - ANDY'Sとして出演
- とんねるずのみなさんのおかげでした（フジテレビ、1997年 - 2012年） - 不定期出演、「ほんとのうたばん」にANDY'Sのメンバーとして出演したのが番組初出演。
- TBSラジオ エキサイトベースボール（TBSラジオ）
- 出発!ローカル線 聞きこみ発見旅（BSテレ東）
  - （2018年4月9日）- 天竜浜名湖鉄道（共演：しずちゃん）
  - （2019年9月30日）- 岳南電車（共演：大家志津香）※ 番組最終回

#### 映画
- どっちもどっち（1990年） - 倉沢達夫役
- 僕の名前はルシアン（2023年） ユーロスペースで公開予定　- 山口英二役[17]

#### テレビドラマ
- 踊る大捜査線 秋の犯罪撲滅スペシャル（1998年）

#### CM・広告
- フンドーキン醬油「生きてるみそ」（1980年） - 現役時代に出演。
- 大塚製薬「オロナミンCドリンク」 - 現役時代に他の巨人選手と共に出演。
- 明治製菓 「明治チョコレートアーモンド」（1981年-1983年）
- タイトー 「スーパー究極ハリキリスタジアム」（1993年） - 同作品箱パッケージ裏に「定岡正二氏推薦」のラベルが入った。

### 音楽作品
- ガラスの微笑み（1982年）
- FREEDOM / ANDY'S（1997年）

### 著書
- 華麗なるこの一球―熱球悲願（1982年）

## チーム定岡 with ゼンリン
- 監督：定岡正二

### 鈴鹿8時間耐久オートバイレース
| 年   | 車番 | ライダー                                            | エントラント                  | マシン              | 予選順位／タイム | 決勝順位 | 周回数 |
| ---- | ---- | --------------------------------------------------- | ----------------------------- | ------------------- | ---------------- | -------- | ------ |
| 1990 | 43   | Eric Delcamp (FRA) Christian Lavieille (FRA)        | Team SADAOKA with ZENRIN      | ビモータ・YB4       | 58 ／ 2'22"871   | 50位     | 147    |
| 1991 | 47   | アンドリュー・ストラウド (NZ) John Kylechoate (USA) | チーム定岡 with ZENRIN        | ホンダ・VFR750 RC30 | 50 ／ 2'20"167   | 13位     | 182    |
| 1991 | 92   | 武石伸也 柳川明                                     | チーム定岡 with ZENRIN TS九州 | ホンダ・VFR750 RC30 | 30 ／ 2'18"573   | リタイア | 127    |
| 1992 | 58   | 本田敦視 長尾浩二                                   | チーム定岡 with ZENRIN        | ホンダ・VFR750 RC30 | 44 ／ 2'17"977   | 43位     | 160    |
| 1993 | 33   | 倉渕祐一 中井直道                                   | チーム定岡 ZENRIN FAST        | ホンダ・VFR750 RC30 | 29 ／ 2'17"583   | 13位     | 199    |
| 1993 | 52   | 川中憲和 安達光司 柳本祥児                          | チーム定岡 ZENRIN ASA         | ホンダ・VFR750 RC30 | 54 ／ 2'22"010   | 41位     | 177    |